# Zoltán Kecskés
Zoltán Kecskés (ur. 24 listopada 1965 w Budapeszcie) – węgierski piłkarz występujący na pozycji obrońcy lub pomocnika, reprezentant kraju, trener piłkarski.

## Życiorys
W 1986 roku został włączony do pierwszej drużyny Újpesti Dózsa. W NB I zadebiutował 2 kwietnia w przegranym 0:1 spotkaniu z Siófoki Bányász SE. W sezonie 1986/1987 stał się podstawowym zawodnikiem Újpestu, zdobył ponadto wówczas z klubem Puchar Węgier. Z kolei w sezonie 1989/1990 został mistrzem kraju. W trakcie rundy wiosennej sezonu 1990/1991 przeszedł do Volán SC, a w sezonie 1991/1992 występował w MTK. 12 maja 1992 roku rozegrał swój jedyny mecz w reprezentacji A w przegranym 0:1 towarzyskim spotkaniu z Anglią. Po zakończeniu sezonu wrócił do Újpestu. W latach 1994–1996 grał w Ferencvárosi TC, zdobywając dwukrotnie mistrzostwo Węgier, a w 1995 roku także puchar kraju. Ponadto w sezonie 1995/1996 grał w Lidze Mistrzów przeciwko AFC Ajax i Realowi Madryt. Następnie występował w 1. FC Saarbrücken, a po roku gry wrócił na Węgry, znajdując zatrudnienie w III. Kerületi TVE. Z klubem tym w 1998 roku awansował do NB I. Od 1999 roku grał w amatorskich klubach w Austrii i na Węgrzech.
Po zakończeniu profesjonalnej kariery zawodniczej podjął się pracy trenerskiej. W latach 2016–2018 był asystentem Michaela Oenninga, prowadzącego Vasas FC. W 2019 roku został trenerem VSE Dunakeszi.

## Statystyki ligowe
| Sezon         | Klub              | Liga         | Mecze | Gole |
| ------------- | ----------------- | ------------ | ----- | ---- |
| 1985/1986     | Újpesti Dózsa SC  | NB I         | 6     | 0    |
| 1986/1987     | Újpesti Dózsa SC  | NB I         | 27    | 0    |
| 1987/1988     | Újpesti Dózsa SC  | NB I         | 18    | 0    |
| 1988/1989     | Újpesti Dózsa SC  | NB I         | 18    | 0    |
| 1989/1990     | Újpesti Dózsa SC  | NB I         | 3     | 0    |
| 1990/1991     | Újpesti TE        | NB I         | 15    | 5    |
| 1990/1991 (w) | Volán SC          | NB I         | 10    | 0    |
| 1991/1992     | MTK               | NB I         | 28    | 0    |
| 1992/1993     | Újpesti TE        | NB I         | 22    | 3    |
| 1993/1994     | Újpesti TE        | NB I         | 26    | 2    |
| 1994/1995     | Ferencvárosi TC   | NB I         | 7     | 0    |
| 1995/1996     | Ferencvárosi TC   | NB I         | 17    | 2    |
| 1996/1997     | 1. FC Saarbrücken | Regionalliga | 13    | 0    |
| 1997/1998     | III. Kerületi TVE | NB II        | ?     | ?    |
| 1998/1999     | III. Kerület FC   | NB I         | 13    | 0    |